# 冯鲁伟
冯鲁伟（1972年1月—），山东省曹县人，中华人民共和国政治人物。

## 生平
1972年1月，冯鲁伟出生在山东省曹县。1990年，冯鲁伟进入西藏民族学院（今西藏民族大学）中文系汉语言文学专业学习，1993年12月加入中国共产党。
1994年毕业后，冯鲁伟出任中共日喀则地委组织部科员，1996年12月升任日喀则地区地直机关工委副主任。2000年10月，冯鲁伟调任中共定日县委组织部部长，两年后成为县委常委。2006年7月，冯鲁伟调任中共日喀则市委常委、纪检委书记。2010年10月，冯鲁伟出任中共南木林县委常务副书记。2012年6月，冯鲁伟调任中共聂拉木县委副书记、县长，2021年5月升任书记。

### 落马
2025年5月23日，冯鲁伟涉嫌严重违纪违法，接受西藏自治区纪委西藏自治区纪委监委纪律审查和监察调查。